# Halsband-Zwergohreule
Die Halsband-Zwergohreule (Otus lettia) ist eine Eulenart aus der Gattung der Zwergohreulen. Sie ist in Ostasien verbreitet.

## Beschreibung
Die kleine Eule hat eine Länge von 23 bis 25 Zentimetern und ein Gewicht von 100 bis 170 Gramm, wobei das Weibchen größer und bis zu dreißig Gramm schwerer ist als das Männchen. Die Federohren sind ziemlich lang und dunkel gefleckt. Es treten eine graubraune und eine rote Morphe auf. Am Hinterhals sind zwei helle Bänder zu sehen. Die Unterseite ist hellbraun mit kleinen pfeilförmigen Schaftstrichen. Das Gesicht ist matt gelblich, die Augen dunkelbraun bis orange, der Schnabel grünlich bis gelblich. Die Beine sind vollständig befiedert, die Zehen und Krallen fleischfarben.

## Lebensweise
Die anpassungsfähige Eule lebt in unterschiedlichen Wäldern, auch im Sekundärwald, in Bambusbeständen, in Siedlungsnähe und sogar in Städten. Im Himalaya erreicht sie Höhenlagen von bis zu 2.400 Metern. Als Nahrung dienen Insekten, Eidechsen, Mäuse und Kleinvögel. Der Gesang kann 15 Minuten oder länger anhalten. Zu hören sind einzelne, sanfte buuo-Laute, die in Abständen von zwölf bis zwanzig Sekunden wiederholt werden.

## Verbreitung
Von dieser ostasiatischen Art werden fünf Unterarten unterschieden. O. l. lettia kommt vom östlichen Himalaya und Ost-Assam bis Myanmar und Thailand vor. O. l. erythrocampe aus dem südlichen China ist weniger grau. Genetische Untersuchungen weisen darauf hin, dass es sich um eine eigenständige Art handeln könnte. O. l. glabripes von Taiwan ist heller, O. l. umbratilis von Hainan ist dunkler, O. l. plumipes vom nordwestlichen Himalaya hat dicht befiederte Zehen.